# Werendijke
Werendijke (Zeeuws: Werendieke) is een Nederlands gehucht in de gemeente Veere op het Zeeuwse schiereiland Walcheren. Het ligt aan de Werendijkseweg nabij Zoutelande. Werendijke ontleent haar naam aan een dijk. De dijk diende ter afsluiting van een grote kreek. De dijk weerde de zee en stopte de uitslijtende werking van het tij. De buurtschap bestaat uit enkele boerderijen. De postcode van Werendijke is 4374.

## Geschiedenis
Werendijke wordt genoemd in de charter van 1247. Het is dan bezit van de Abdij van Middelburg. In 1249 was een vermelde Benedictinessenpriorij in Werendijke gevestigd, "Porta Coeli" (Hemelpoort). Ondanks schenkingen van de kant van de graven van Holland bleek het klooster niet levensvatbaar. Om die reden stond de graaf van Holland in 1318 de priorin en het convent toe om over te gaan naar de Johanniter orde. De commandeur van het S. Katharijneconvent nam hen in de orde op, beloofde het aantal van acht nonnen en twee lekezusters in stand te houden en er geen mannenklooster van te maken.
Vermoedelijk werd vanuit Werendijke na 1271 te Zoutelande een kerk gesticht, gewijd aan St. Catharina. De stichter van het nonnenklooster zou Graaf Willem II zijn geweest, terwijl een priores dit gesticht beheerde.
Men mag aannemen dat de kerk die ongetwijfeld in Werendijke heeft gestaan en waarvan men de juiste plaats niet kan aantonen, ten tijde van de beeldenstorm in 1574 ook is vernield, evenals dit met zoveel andere kerken is gebeurd.
Steden: Domburg · Veere · Westkapelle

Dorpen: Aagtekerke · Biggekerke · Dishoek · Gapinge · Grijpskerke · Koudekerke · Meliskerke · Oostkapelle · Serooskerke · Vrouwenpolder · Zoutelande

Buurtschappen: Boudewijnskerke · Buttinge · Groot Valkenisse · Hoogelande · Krommenhoeke · Mariekerke · Molembaix · Molenperk · Pitteperk · Poppendamme · Schellach (deels) · Sint-Jan ten Heere · Sint Janskerke

(Voormalige) gehuchten: Geldtienden · Klein Valkenisse · Poppekerke · Rijnsburg · Snabbeldorp · Werendijke · Woitkensdorp · Zanddijk

Zeeland: Steden en dorpen in Zeeland      Nederland: Provincies · Gemeenten